# 兹瓦莱站
兹瓦莱站是拉脱维亚文茨皮尔斯-图库姆斯铁路线上的一个火车站，目前该站仅用于货运列车的停靠站。在火车站东南方向1 km（0.62 mi）处是伊兹韦多拉普图梅斯梅日自然保护区，车站以北方向2 km（1.2 mi）处是维尔克萨拉村。